# WWE Clash of Champions
WWE Clash of Champions là một sự kiện pay-per-view của WWE sản xuất. Sự kiện được thành lập vào năm 2016 thay thế cho tên cũ là Night of Champions. Về hình thức tổ chức thì giống như sự kiện Night of Champions đó là tất cả các đai vô địch của WWE đang hoạt động cho mỗi thương hiệu đều có mặt tại sự kiện này để các đô vật nắm giữ đai đứng ra bảo vệ.

## Lịch sử
WWE lần đầu tổ chức Clash of Champions vào năm 2016 thay thế cho sự kiện cũ Night of Champions tổ chức từ năm 2007 đến năm 2015. Raw chính là thương hiệu đầu tiên và tổ chức riêng sự kiện này vào năm 2016. Năm 2017, SmackDown cũng tổ chức riêng và diễn ra vào tháng 12.
Năm 2018, sự kiện bỉ hủy và được thay thế bởi sự kiện chỉ dành cho đô vật nữ là Evolution. Năm 2019, sự kiện đã quay trở lại và tổ chức vào tháng 9.
Năm 2021, đáng lẽ ra sự kiện tổ chức vào ngày 26/9 tại nhà thi đấu Nationwide Arena ở Columbus, Ohio. Tuy nhiên WWE thông báo sự kiện Extreme Rules sẽ diễn ra cùng ngày và cùng địa điểm như trên.

## Thời gian và địa điểm
|  | RAW - tổ chức riêng |  | SmackDown - tổ chức riêng |

| # | Sự kiện                   | Thời gian  | Thành phố                 | Địa điểm                                     | Sự kiện chính                                                            |
| - | ------------------------- | ---------- | ------------------------- | -------------------------------------------- | ------------------------------------------------------------------------ |
| 1 | Clash of Champions (2016) | 25/9/2016  | Indianapolis, Indiana     | Nhà thi đấu Bankers Life Fieldhouse          | Kevin Owens (c) vs. Seth Rollins tranh đai WWE Universal Championship    |
| 2 | Clash of Champions (2017) | 17/12/2017 | Boston, Massachusetts     | Nhà thi đấu TD Garden                        | AJ Styles (c) vs. Jinder Mahal tranh đai WWE Championship                |
| 3 | Clash of Champions (2019) | 15/9/2019  | Charlotte, North Carolina | Nhà thi đấu Spectrum Center                  | Seth Rollins (c) vs. Braun Strowman tranh đai WWE Universal Championship |
| 4 | Clash of Champions (2020) | 27/9/2020  | Orlando, Florida          | WWE ThunderDome tại nhà thi đấu Amway Center | Roman Reigns (c) vs. Jey Uso tranh đai WWE Universal Championship        |